# غيرترود هال
غيرترود هال (بالإنجليزية: Gertrude Hull)‏ هي مربية أمريكية، ولدت في 16 نوفمبر 1866 في بلومنجتون في الولايات المتحدة، وتوفيت في 22 مارس 1947 في ميلواكي في الولايات المتحدة.